# Bobry w sieci
Bobry w sieci – piąty singel polskiego zespołu rockowego Róże Europy wydany 19 lutego 2007 roku nakładem wydawnictwa Box Music.

## Lista utworów
1. "Bobry w sieci (Radio Edit)" – 3:30
2. "Bobry w sieci (Album Version)" – 3:55

## Muzycy
- Piotr Klatt – śpiew
- Krzysztof Kozłowski – gitara
- Paweł Bomert – gitara basowa
- Sławomir Kazulak – perkusja

gościnnie
- Michał Grymuza – gitara
- Wojciech Olszak – instrumenty klawiszowe